# 響矢由太郎
響矢 由太郎（ひびきや よしたろう、1872年5月22日（明治5年4月16日） - 1930年（昭和5年）9月3日）は、現在の大阪府大阪市平野区瓜破東出身で大坂相撲・岩友部屋、友綱部屋に所属した元力士。本名は山野 由太郎。11代岩友。170cm、113kg。最高位は大阪では大関、東京では東前頭4枚目。

## 人物
大阪相撲の岩友に入門、力石の名で1892年10月見習となる。1895年10月二段目に上り響矢と改名、1897年9月入幕した。1900年上京し友綱部屋に属した。1900年1月幕尻格に付け出される。この場所上京にあたり四股名を2日目から花頂山に改めたが、6日目から響矢に再改名した。この場所より連続6場所平幕に在位したが、東京相撲ではなかなか通じず三役には届かなかった。1902年5月限りに脱走、大坂相撲に帰参した。
1903年1月海ヶ嶽の名で幕内格で復帰、1904年1月みたび響矢に戻り1905年1月関脇に昇進し5場所務めた。1907年6月小結に下がったこの場所、亡師の名跡を継ぎ岩友 大太郎を襲名。8勝1預の最優秀成績を残し翌1908年1月大関に昇進した。大関を11場所務め、1913年5月番付外大関格での出場を最後に引退、頭取専務となった。
以後は大坂相撲の頭取、のちに取締を務め1923年の竜神事件の際には土俵上で謝罪をした。
1927年の東西合併でも大阪方の代表として貢献。1930年、58歳で死去。

## 成績
- 幕内6場所17勝17敗20休（東京）
- 幕内25場所103勝41敗10分6預（大阪）
- 改名：力石→響矢→花頂山→響矢→海ヶ嶽→響矢→岩友